# 约翰·华莱士 (赛艇运动员)
约翰·华莱士（英語：John Wallace，1962年4月1日—），加拿大男子赛艇运动员。他曾代表加拿大参加1988年和1992年夏季奥林匹克运动会赛艇比赛，其中1992年奥运会获得一枚金牌。